# Temporada 1985-1986 del Club Joventut Badalona
La temporada 1985-1986 va ser la 47a temporada en actiu del Club Joventut Badalona des que va començar a competir de manera oficial. La Penya va disputar la seva 30a temporada consecutiva a la màxima categoria del bàsquet espanyol, acabant la fase regular en la tercera posició del grup i classificant-se per disputar els play-offs, en que va ser tercer, una posició per sota de l'aconseguida a la temporada anterior. L'equip va ser semifinalista de la Recopa d'Europa i finalista de la Copa del Rei i de la Lliga catalana, i va guanyar la Supercopa espanyola i la Copa Príncep d'Astúries.

## Resultats
Recopa
En aquesta edició de la Recopa d'Europa el Joventut va arribar fins a semifinals, on va quedar eliminat davant el US Scavolini Victoria Libertas (Itàlia). Prèviament havia eliminat el Manchester United (Anglaterra) a vuitens de final, i va superar la lligueta de quarts com a primer classificat del seu grup.
Lliga ACB
A la Lliga ACB finalitza la primera fase com a primer classificat del seu grup, i com a tercer en la lligueta de la segona fase, classificant-se per disputar els play-offs pel títol. A quarts de final va eliminar el Júver RDC Español en dos partits, però en semifinals va ser eliminat pel FC Barcelona en el tercer partit, acabant classificat en la tercera posició.
Copa del Rei
Per segona temporada consecutiva el Joventut va arribar a la final de la Copa del Rei, i va tornar-la a perdre davant el mateix rival, el Reial Madrid CF, per 87 a 79. A semifinals, prèviament, havia tornat a eliminar el Barça.
Copa Federació - Supercopa
El Joventut va guanyar la segona edició de la Copa Federació (Supercopa d'Espanya ACEB/FEB), disputada al pavelló poliesportiu Pisuerga (Valladolid), al guanyar el Reial Madrid CF per 104 a 91.
Lliga catalana
La Penya va quedar primera al seu grup de semifinals de la Lliga catalana, classificant-se per disputar la final al Pavelló Josep Mora de Mataró. Va perdre la final davant el FC Barcelona per 91 a 90.

## Plantilla
La plantilla del Joventut aquesta temporada va ser la següent:
| Club Joventut Badalona: plantilla 1985-86 |       |      |
| Jugador                                   | Pos.  | A.   |
| Antón Soler                               | Pivot | 2.05 |
| Miguel Ángel Abarca                       | Aler  | 1.94 |
| Josep Maria Margall                       | Aler  | 1.98 |
| Andrés Jiménez                            | Aler  | 2.05 |
| Josep Antoni Montero                      | Base  | 1.93 |
| Rafa Vecina                               | Pivot | 2.05 |
| Rafa Jofresa                              | Base  | 1.83 |
| Jordi Villacampa                          | Aler  | 1.96 |
| Paco Jiménez                              | Aler  | 1.98 |
| Greg Stewart                              | Pivot | 2.04 |
| Sergi López                               | Base  | 1.81 |
| Art Housey                                | Pivot | 2.07 |

| Club Joventut Badalona: staff 1985-86 |            |
| Nom                                   | Funció     |
| Miquel Nolis                          | Entrenador |
| Alfred Julbe                          | Assistent  |

### Baixes
| Baixes a l'inici de temporada |         |
| Jugador                       | Pos.    |
| Francisco Javier Herrera      | Escorta |
| Gerald Kazanowsky             | Pivot   |
| Eric Bartolomé                | Aler    |
| Mike Schultz                  | Pivot   |